# Bracon curvisulcatus
Bracon curvisulcatus är en stekelart som beskrevs av Cameron 1911. Bracon curvisulcatus ingår i släktet Bracon och familjen bracksteklar. Inga underarter finns listade.